# Samal Island
Samal Island ist eine philippinische Insel im Südwesten der Provinz Davao del Norte im Golf von Davao unmittelbar östlich des Küstenorts Davao City.
Zusammen mit der südwestlich vorgelagerten Insel Talikud und einigen sehr kleinen Nebeninseln bildet Samal Island zugleich das Stadtgebiet der Island Garden City of Samal.